# Conseil militaire de Deir ez-Zor
Le Conseil militaire de Deir ez-Zor est un groupe rebelle de la guerre civile syrienne.

## Histoire

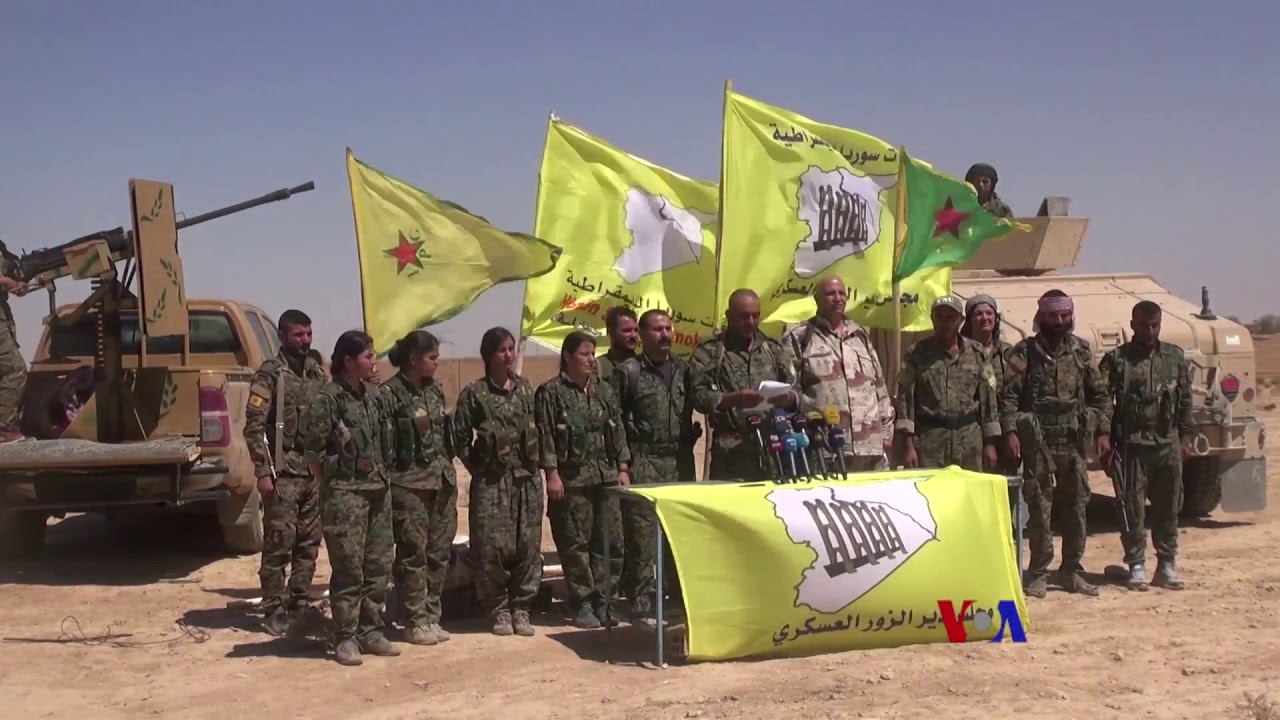
Conférence de presse des Forces démocratiques syriennes, tenue par Ahmad Abou Khawla, chef du Conseil militaire de Deir ez-Zor, annonçant le début de l'offensive contre l'État islamique, le 9 septembre 2017.

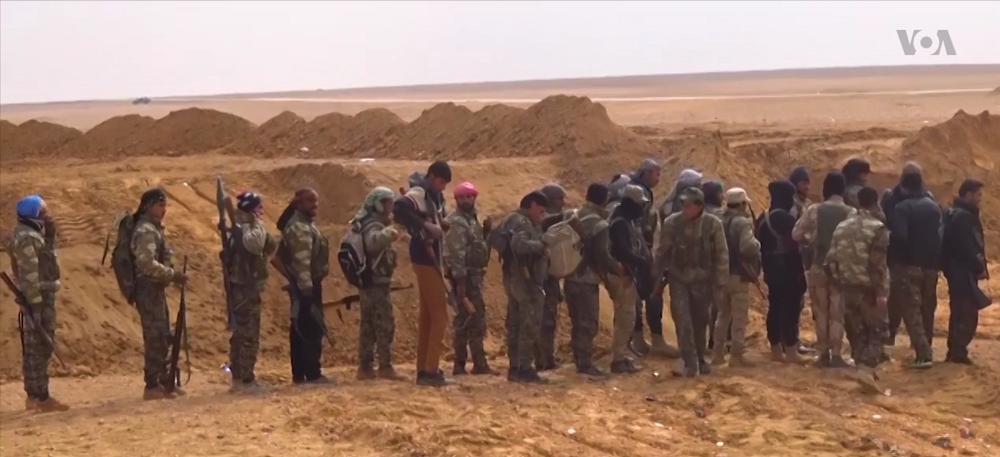
Des combattants du Conseil militaire de Deir ez-Zor en mars 2017.

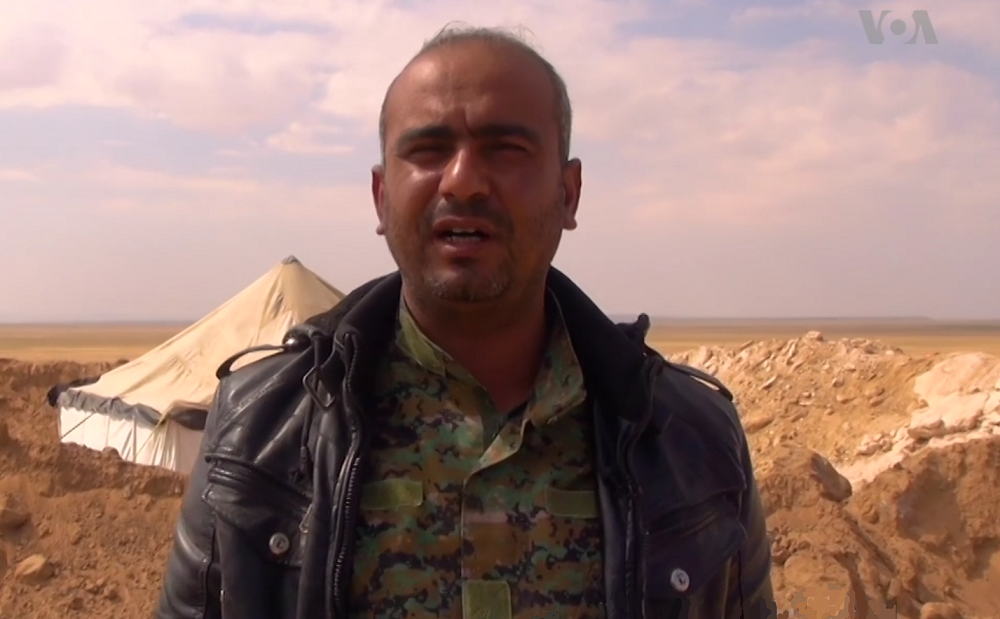
Ahmad al-Khabil, dit Ahmad Abou Khawla, chef du Conseil militaire de Deir ez-Zor en mars 2017.

Le Conseil militaire de Deir ez-Zor compte 1 700 combattants, en majorité arabes, en février 2017. Il revendique cependant 4 000 hommes en août 2017. Ses forces sont dirigées par Ahmad Abou Khawla. 
Le groupe est actif dans les gouvernorat d'Deir ez-Zor et Raqqa. En février 2017, il prend part à l'opération Colère de l'Euphrate, où il opère contre l'État islamique entre Raqqa et Deir ez-Zor. En septembre de la même année, il lance ensuite l'offensive de la tempête al-Jazeera afin de reprendre le gouvernorat de Deir ez-Zor aux djihadistes.
Le 27 août 2023, Ahmad Abou Khawla est arrêté à Hassaké par les FDS, semble-t-il en raison de ses activités de contrebande qui lui auraient apporté une fortune considérable au fil des années,. Cette arrestation suscite des tensions qui dégénérent en accrochages dans les jours qui suivent. Des attaques sont menées par des combattants arabes contre les positions des FDS, faisant au moins 40 morts parmi les combattants des deux camps et au 15 tués parmi les civils,.